# Refbanta

19-Refbanta, 20-remizki, 21-Reflinka, 10-Ucho do refhalsu, 13-ucho do refszkentli

Refbanta – wzmocniony pas żagla umożliwiający, dzięki remizkom z przewleczonymi przez nie refsejzingami, refowanie żagla. W zrefowanym żaglu zastępuje lik, napinana jest przez refhals i refszkentlę.